# Visit to a Small Planet
Visit To A Small Planet (br.: Rabo de Foguete) é um filme estadunidense de 1960 do gênero comédia, dirigido por Norman Taurog. Realizado originariamente em preto-e-branco. O personagem principal Kreton, foi criado por Gore Vidal para um programa de TV que satirizava a Guerra Fria.

## Elenco Principal
- Jerry Lewis...Kreton
- Joan Blackman...Ellen Spelding
- Earl Holliman...Conrad
- Fred Clark...General Roger Putnam Standing
- Jerome Cowan... George Abercrombie
- Orangey...Clementine (sem créditos); voz de June Foray

## Sinopse
Kreton é um alienígena trapalhão, fascinado pelos seres humanos. Ele vem à Terra em suas férias e acaba se revelando a uma família suburbana. Aos poucos Kreton lhes mostra seus incríveis poderes. Porém, ao se apaixonar por Ellen, a filha da família, ele tem que desistir dos mesmos para que possa namorar com ela. Mas, sem poderes, as coisas se complicam para Kreton que começa a perder o entusiasmo pelo modo de vida dos humanos.